# Таловый (Волгоградская область)
Таловый — хутор в Среднеахтубинском районе Волгоградской области России.
Входит в состав Суходольского сельского поселения.

## География
На хуторе имеется две улицы: ул. Полевая и ул. Дачная.

## Население
| 2010 |
| ---- |
| 26   |